# Calcio Padova
Calcio Padova, zkráceně jen Padova je italský fotbalový klub hrající v sezóně 2024/25 ve 3. italské fotbalové lize sídlící ve městě Padova v regionu Benátsko.
Klub byl založen 29. ledna 1910 jako Associazione Calcio Padova. Serii A hráli prvně v sezoně 1929/30 a podruhé si ji zahráli v sezoně 1932/33, kdy ji hráli až do sezóny 1933/34. Serii A hraje ještě v sezonách: 1948/49 až 1950/51, 1955/56 až 1961/62, 1994/95 až 1995/96. Nejlepší umístění v lize bylo 3. místo (1957/58). Největší úspěch klubu je finále Coppa Italia v roce 1966/67. Klub zanikl 15. července 2014 kvůli vyhlášení klubového bankrotu. Nový klub byl založen hned po zániku.

## Změny názvu klubu
- 1909/10 – 1976/77 – AC Padova (Associazione Calcio Padova)
- 1977/78 – 2013/14 – Calcio Padova (Calcio Padova)
- 2014/15 – SSD Biancoscudati Padova (Società Sportiva Dilettantistica Biancoscudati Padova)
- 2015/16 – Calcio Padova (Calcio Padova)

## Získané trofeje

### Vyhrané domácí soutěže
- 2. italská liga ( 1x )

1947/48
- 3. italská liga ( 2x )

1936/37, 2017/18
- 4. italská liga ( 3x )

1980/81, 2000/01, 2014/15

## Účast v ligách
| Úroveň soutěže | Název soutěže (nynější název) | První hraná sezona | Poslední hraná sezona | celkem odehraných sezon |
| -------------- | ----------------------------- | ------------------ | --------------------- | ----------------------- |
| 1              | Serie A                       | 1919/20            | 1995/96               | 26                      |
| 2              | Serie B                       | 1930/31            | 2018/19               | 39                      |
| 3              | Serie C                       | 1935/36            | 2024/25               | 34                      |
| 4              | Serie D                       | 1979/80            | 2014/15               | 5                       |

Historická tabulka Serie A od sezony 1929/30 do 2023/24.
| Celkové místo | Odehraných sezon | Celkem bodů | Celkem zápasů | Celkem výher | Celkem remíz | Celkem proher | Celkové skore |
| ------------- | ---------------- | ----------- | ------------- | ------------ | ------------ | ------------- | ------------- |
| 28            | 16               | 513         | 560           | 182          | 130          | 248           | 710:900       |

## Fotbalisté

### Historické statistiky
| Počet utkání | Počet utkání        | Počet utkání |  | Počet branek | Počet branek                         | Počet branek |
| Pořadí       | Jméno               | Počet        |  | Pořadí       | Jméno                                | Počet        |
| 1.           | Aurelio Scagnellato | 364          |  | 1.           | Giovanni Vecchina                    | 86           |
| 2.           | Pietro Sforzin      | 295          |  | 2.           | Giovanni Monti                       | 58           |
| 3.           | Emilio Da Re        | 280          |  | 3.           | Antonio Busini                       | 54           |
| 4.           | Gastone Zanon       | 270          |  | 4.           | Franco Pezzato                       | 53           |
| 5.           | Damiano Longhi      | 265          |  | 5.           | Sergio Brighenti+ Giuseppe Galderisi | 50           |

### Rekordní přestupy
| Nákup  | Nákup               | Nákup     | Nákup | Nákup         |  | Prodej | Prodej               | Prodej    | Prodej   | Prodej         |
| Pořadí | Jméno               | sezona    | klub  | částka        |  | Pořadí | Jméno                | sezona    | klub     | částka         |
| 1.     | Daniele Vantaggiato | 2009/2010 | Parma | 5 mil. Euro   |  | 1.     | Angelo Di Livio      | 1993/1994 | Juventus | 12,9 mil. Euro |
| 2.     | Enej Jelenic        | 2011/2012 | Janov | 1,8 mil. Euro |  | 2.     | Luca Moro            | 2021/2022 | Sassuolo | 3,97 mil. Euro |
| 3.     | Dejan Lazarevic     | 2011/2012 | Janov | 1,5 mil. Euro |  | 3.     | Nicola Amoruso       | 1996/1997 | Juventus | 3,62 mil. Euro |
| 4.     | Francesco Renzetti  | 2009/2010 | Janov | 1,5 mil. Euro |  | 4.     | Goran Vlaovic        | 1996/1997 | Valencie | 3 mil. Euro    |
| 5.     | Stefano Fiore       | 1995/1996 | Parma | 1,5 mil. Euro |  | 5.     | Alessandro Del Piero | 1993/1994 | Juventus | 2,58 mil. Euro |

## Na velkých turnajích

### Účastník Mistrovství světa
- Kurt Hamrin (MS 1958)

### Účastník Mistrovství Evropy
- Goran Vlaović (ME 1996)

### Účastník Copa América
- Alexi Lalas (CA 1995)

### Vítěz Afrického poháru národů
- Nwankwo Obiora (APN 2013)

### Účastníci Olympijských her
- Feliciano Monti (OH 1924)
- Antonio Fayenz (OH 1924)

## Česká stopa

### Hráč
- Martin Lejsal (2005)